# (466407) 2013 SH74
(466407) 2013 SH74 es un asteroide perteneciente al cinturón de asteroides, descubierto el 6 de septiembre de 2008 por el equipo Spacewatch desde el Observatorio Nacional de Kitt Peak (Arizona, Estados Unidos).